# Gentiana ornata
Gentiana ornata är en gentianaväxtart som först beskrevs av Nathaniel Wallich och George Don jr, och fick sitt nu gällande namn av August Heinrich Rudolf Grisebach. Gentiana ornata ingår i släktet gentianor, och familjen gentianaväxter. Inga underarter finns listade i Catalogue of Life.